# Tamba cinnamomea
Tamba cinnamomea là một loài bướm đêm trong họ Noctuidae.